# Let 3
Let 3 je rock sastav iz Rijeke, osnovan 1987. godine. Sastav je predstavljao Hrvatsku na izboru za pjesmu Eurovizije 2023. u finalu osvojivši 13. mjesto.

## Povijest sastava
Višegodišnjim beskompromisnim djelovanjem sastav se uspio nametnuti kao zaštitni znak grada Rijeke, cijele jedne regije te na koncu poklonika nadahnute različitosti u više država.
Prije 1986. godine, tijekom oformljavanja Leta 2, točnije pred sam kraj 1970-ih Damir Martinović Mrle svirao je u riječkom punk sastavu Termiti (čiji će hit "Vjeran pas" sastav obraditi godinama kasnije). Nakon raspada Termita, Mrle nastavlja svoje djelovanje kroz multimedijalan projekt Strukturne ptice. Negdje u to vrijeme Zoran Prodanović Prlja, druga polovica kreativne jezgre Leta 3 skuplja svoja prva scenska iskustva u sastavu Umjetnici ulice. Oni zajedno s odabranom ekipom riječkih glazbenika utemeljuju u veljači 1986. godine Let 2. Početkom sljedeće godine sastav mijenja ime u Let 3 i bilježi prvi diskografski izlaz s dvije pjesme na kompilaciji "Rijeka - Pariz - Texas".
Sastav je od početka djelovanja pratila osobita pažnja onoga dijela rock poklonika koji su odmah bili očarani bitnim kvalitetama Riječana. U nastavku karijere krug štovatelja stalno se širio, a općenito je popularno glazbena javnost postajala svjesna da Let 3 nisu samo bizarni, bučni čudaci nego prvorazredna rock atrakcija i zaista unikatna umjetnička pojava. Nakon početne fascinacije onime u čemu je Let 3 doista neponovljiv (fantastičan image i sceničnost) postajale su vidljivije i ostale kvalitete sastava: izuzetni tekstovi, uvijek perfektan izvođački nivo (u prvom redu frontmana i pjevača Zorana Prodanovića Prlje), dramaturška i stilska dorađenost koncerata i javnih istupa općenito, glazbena specifičnost, iz osnova indie frenetičnosti razvijena do izuzetne rafiniranosti, uvijek praćene specifičnim humorom i osjećajem za bizarno. Let 3 nikada nisu parodirali, komentirali ili negirali, bilo svoj glazbeni bilo socijalni ili politički okoliš, kao što mu nisu ni povlađivali.
26. veljače 2001. godine Let 3 je donirao spomenik "Babin kurac". Spomenik je visok četiri metra i napravljen od bronce. Spomenik je otkriven u Zagrebu, Rijeci, Puli, Splitu i Ljubljani.

## Diskografija
Kompilacija "Rijeka - Pariz - Texas" s dvije pjesme bilo je prvo diskografsko izdanje Leta 3.
"Two Dogs Fucking", žestoki i za njihove poklonike već mitski debut Leta 3, objavljen u travnju 1989. godine, sadržavao je pjesme kao što su himna "Izgubljeni", "Sam u vodi", "Ne trebam te" i "U rupi od smole", koncertne favorite i dan danas. Drugi album, "El Desperado", objavljen je u prosincu 1991. godine. Na ploči su obrada "Vjernog psa", "Fuck Famiglia", "Ha ha ha", "Pokvarena žena" i "Mona". Vrijeme između dva albuma i nakon "El Desperada" Let 3 su popunili gotovo neprekidnim turnejama koje su, osim Hrvatske, uključivale i nastupe po Sloveniji, Austriji, Francuskoj, Italiji, Mađarskoj, Španjolskoj, Grčkoj i Alžiru. U proljeće 1994. sastav se seli na imanje Blue Moon kraj mjesta Hum u Istri gdje u pastoralnom ugođaju stvaraju album "Peace" koji je svoje objavljivanje dočekao u studenom iste godine. "Peace" je donio nove hitove "Kontinentio", "Nafta", "Droga" i "Elefante Elettrico", i također inaugurirao osobit način rada na hrvatskoj sceni: suradnju sa, za žestoki rock izraz posve netipičnim naturščicima, istarskim glazbenicima starije generacije, te uspješno miksanje tradicionalnih glazbenih oblika s modernim rockom.
Na turnejama koje su uslijedile i to na nastupima u Zagrebu, Rijeci i Ljubljani snima se materijal za koncertnu ploču tipičnog naziva "Živi kurac", koja je objavljena u ljeto 1996. godine. Ovaj dvostruki album jedan je od najkvalitetnijih radova uživo domaće popularne glazbe. 

### Album Nečuveno
Nešto više od godinu dana nakon koncertnog albuma "Živi kurac", u rujnu 1997., izašao je i dotad najdrastičniji koncept sastava, album "Nečuveno". Svojevrsnoj provokaciji moglo se pronaći slične prethodnike u povijesti glazbe dvadesetog stoljeća no to je vjerojatno jedini glazbeni proizvod na kojemu nema baš ničega (ni snimljene tišine), a kojega je kupilo 350 štovatelja. Ili, preciznije, proizvod je sadržavao umjetničku viziju sastava koja je komade plastike označila serijskim brojevima, opremila omotom i prekrstila ih u album "Nečuveno" sastava Let 3.
Projekt je bio praćen spotom "Neviđeno" (plavim praznim ekranom) i promocijom na centralnom riječkom trgu.

### Album Jedina
Početkom 1998. u sastavu se događa reorganizacija članstva i nakon višemjesečnih traženja i audicija formirana je sadašnja postava: Damir Martinović - Mrle (bas), Zoran Prodanović - Prlja (vokal), Ivan Šarar (elektronika), Dražen Baljak - Baljak (gitara), Matej Zec - Knki (gitara) i Branko Kovačić - Husta (bubnjevi). Osim manjih nastupa u Sloveniji na kojima se isprobavao novi materijal, prvi pravi javni dokaz snage nove ekipe glazbenika bio je novogodišnji koncert na riječkom Korzu pred desecima tisuća poklonika. Tada je sastav već dovršio materijal za svoj novi album, praćen entuzijazmom i oduševljenjem svih sudionika, gostiju, "tehničkog osoblja", ljudi iz medija i slučajnih namjernika. Oduševljenje je proizilazilo iz općega mišljenja da je riječ o njihovom najkvalitetnijem uradku na kojem su najfinije izbrušene sve njihove kvalitete.
Album "Jedina" s datumom izlaska 15. svibnja 2000. šesti je diskografski uradak Leta 3, projekt koji još izrazitije nego prijašnji, fokusira i potencira sve ključne elemente estetike grupe. Album je pripreman dvije godine, a u konačnom snimanju i oblikovanju sudjelovao je cijeli niz gostiju i suradnika: stalni pratilac grupe, producent Janez Križaj, slovenski designer Ajax, fotograf Rino Gropuzzo, riječki vokalni kvartet ENI, romski sastav Crni dijamanti, klapa Silba, tenorist Voljen Grbac, puhači Jakša Kriletić i Igor Pavlica iz Jinxa, te Marko Anić i Toni Železnik i još mnogo drugih glazbenika. 

### Bombardiranje Srbije i Čačka
Album je objavljen 2005. godine, a pripreman gotovo pune tri godine. Unikatan je to spoj naizgled nespojivog - rocka, etna, narodnjaka, trasha, ex-YU sweet popa osamdesetih, elektronike, drum'n' bassa i nu metal prangijanja.
"Mi ne zbijamo šalu, time se bavila 'Top lista nadrealista'. Mi stvaramo nova značenja, sastavljamo ih od mnogo štošta, ima u tome puno humora, ali nema parodiranja. Parodiranje je isto što i paradiranje. Ovo naše je novi svijet, neka nova zemlja, Nova Jugoslavija!" - izjavili su letovci za Novi list prilikom izlaska novog albuma.
Album nudi shizofrenu viziju Nove Jugoslavije i njenih pripadajućih republika i pokrajina u svim aspektima, bilo glazbenim, tekstualnim, scenografskim, dizajnerskim ili kostimografskim.

## Predstava Fedra
Sastav je u travnju 1996. započeo rad na predstavi "Fedra" Ivice Buljana, da bi u lipnju održali premijeru. Angažman domaćih rockera u kazalištu nije ništa novo, ali do "Fedre" niti jedan sastav nije bio toliko eksponiran u izvedbi jedne predstave u kojoj je bio praktično centralna pojava. Slobodno se može reći da je "Fedra" jedna od najuspješnijih hrvatskih predstava zadnjih godina, što potvrđuju njena brojna gostovanja u Španjolskoj, Italiji, Sloveniji Grčkoj, Makedoniji i Venezueli i njen već kultan status. Angažman Leta 3 nagrađen je nagradom Hrvatskog glumišta te Porinom za najbolju kazališnu glazbu ("Pipi"). Ono što se pritom pokazalo, a kasniji angažman Prlje u predstavi "Pilad" potvrdio, jest "prirodna" bliskost Leta 3 s kazalištem u kojem njihova izrazita sceničnost funkcionira gotovo jednako dobro kao na koncertima.

## Živa pička
Povodom dvadesetog rođendana sastava, Let 3 je 20. prosinca 2008. godine promovirao i objavio svoj uživo DVD Živa pička, objavljen za Dallas Records, kojim su predstavili vizualno izdanje nastupa u riječkoj 'Harteri' i zagrebačkoj dvorani 'Jedinstvo', uz dosadašnje videospotove te snimke s turneje i izvan pozornice. DVD je objavljen i u ekskluzivnom ograničenom izdanju u obliku kutije bombonijere s rekvizitima-suvenirima koji su sastav vjerno pratili ovih godina. Kritike su odlično prihvatile ovaj glazbeni uradak; popratile su ga i mnoge medijske kontroverze, posebice nastup Damira Martinovića i Zorana Prodanovića u emisiji Aleksandra Stankovića Nedjeljom u 2.
Prvi DVD zapis snimljen je na odličnom nastupu pred svojom, "riječkom" publikom održanom 14. lipnja 2007. godine u Harteri, nekadašnjoj tvornici papira u Rijeci. DVD koncertni zapis sadrži 23 pjesme iz svih faza djelovanja sastava, kao i bonus materijal sa svim spotovima te galerijom fotografija.

## Eurosong 2023.
Na Dori 2023. godine u opatijskoj sportskoj dvorani Marino Cvetković, na izboru za pjesmu Eurovizije 2023., sastav Let 3 uvjerljivo je pobijedio glasovima stručnoga žirija te gledatelja i slušatelja Hrvatske radiotelevizije s pjesmom Mama ŠČ!. Na Eurosongu su osvojili 13. mjesto. Na dodjeli nagrade Porin 2024. godine "Mama ŠČ!" proglašena je pjesmom godine.

## Članovi sastava
1. Damir Martinović Mrle - bas-gitara, prateći vokal
2. Zoran Prodanović Prlja - vokal
3. Ivan Bojčić (Bean) - bubnjevi
4. Dražen Baljak (Baljak) - gitara
5. Matej Zec (Knki) - gitara

## Bivši članovi sastava
- Branko Kovačić (Husta) - bubnjevi
- Kornelije Đuras (Korni) - klavijature
- Ivan Šarar (Faf) - klavijature
- Ivica Dražić (Miki) - gitara
- Nenad Tubin - bubnjevi
- Igor Perović (Gigi) - gitara
- Zoran Klasić (Klas) - gitara
- Orijen Modrušan - gitara
- Alen Tibljaš - bubnjevi
- Marko Bradaschia - bubnjevi
- Dean Benzia - bubnjevi
- Siniša Banović - bubnjevi
- Ljubomir Silić - bas-gitara
- Raoul Varljen - klavijature

## Albumi
1. Two dogs fuckin' (1989.)
2. El Desperado (1991.)
3. Peace (1994.)
4. Živi kurac (uživo) (1996.)
5. Nečuveno (1997.)
6. Jedina (2000.)
7. Bombardiranje Srbije i Čačka  (2005.)
8. Živa pička (uživo) (2008.)
9. Kurcem do vjere/Thank You Lord (2013.)[5]
10. Angela Merkel sere (2016.)
11. ŠČ! (2023.)

## Nagrade
- Porin (nagrada) 1997. - Za kazališnu glazbu u predstavi "Fedra"
- Porin 2001. - Najbolji album alternativne glazbe - Jedina, Let 3
- Crni Mačak 2001. - Izvođač godine - Let 3
- Crni Mačak 2001. - Pjesma godine - "Profesor Jakov", Let 3
- Zlatna Koogla 2006. - Album godine - Bombardiranje Srbije i Čačka, Let 3
- Zlatna Koogla 2006. - Sastav godine - Let 3
- Zlatna Koogla 2006. - Izvođač godine - Prlja, Let 3
- Zlatna Koogla 2006. - Spot godine - "Rado ide Srbin u vojnike (Pička)", Let 3
- Zlatna Koogla 2006. - Producent godine - Iztok Turk i Mrle, Bombardiranje Srbije i Čačka, Let 3
- Zlatna Koogla 2006. - Najbolji omot - Bombardiranje Srbije i Čačka, Let 3
- Porin 2006. - Najbolji rock album - Bombardiranje Srbije i Čačka, Let 3
- Porin 2006. - Najbolji video broj - "Ero s onoga svijeta", Let 3
- Dora 2023. - pobjednička pjesma "Mama ŠČ!"
- Porin 2024. - Pjesma godine - "Mama ŠČ!"